# Abbaye d'Ebersberg
L'abbaye d'Ebersberg est une ancienne abbaye bénédictine à Ebersberg, dans le Land de Bavière et le diocèse de Freising.

## Histoire
L'abbaye est fondée en 934 par Eberhard de Sempt sur le lieu  du château-fort. D'abord lieu des chanoines réguliers de saint Augustin jusqu'en 1013, il est une abbaye bénédictine de 1013 à 1595. Hunfried, le premier prévôt augustin, va à Rome voir le pape Étienne VIII et ramène une partie du crâne de saint Sébastien, il devient l'objet d'un pèlerinage pour éviter la peste. En 1595, le pape Clément VIII confie l'abbaye aux jésuites. En 1773, les membres de l'ordre de Saint-Jean de Jérusalem reprennent les lieux qui sont victimes d'un grand incendie en 1781. En 1808, l'abbaye est dissoute, les bâtiments sont partagés entre l'État et des personnes privées.

## Source de la traduction
- (de) Cet article est partiellement ou en totalité issu de l’article de Wikipédia en allemand intitulé « Kloster Ebersberg » (voir la liste des auteurs).